# Schloss Lontzen

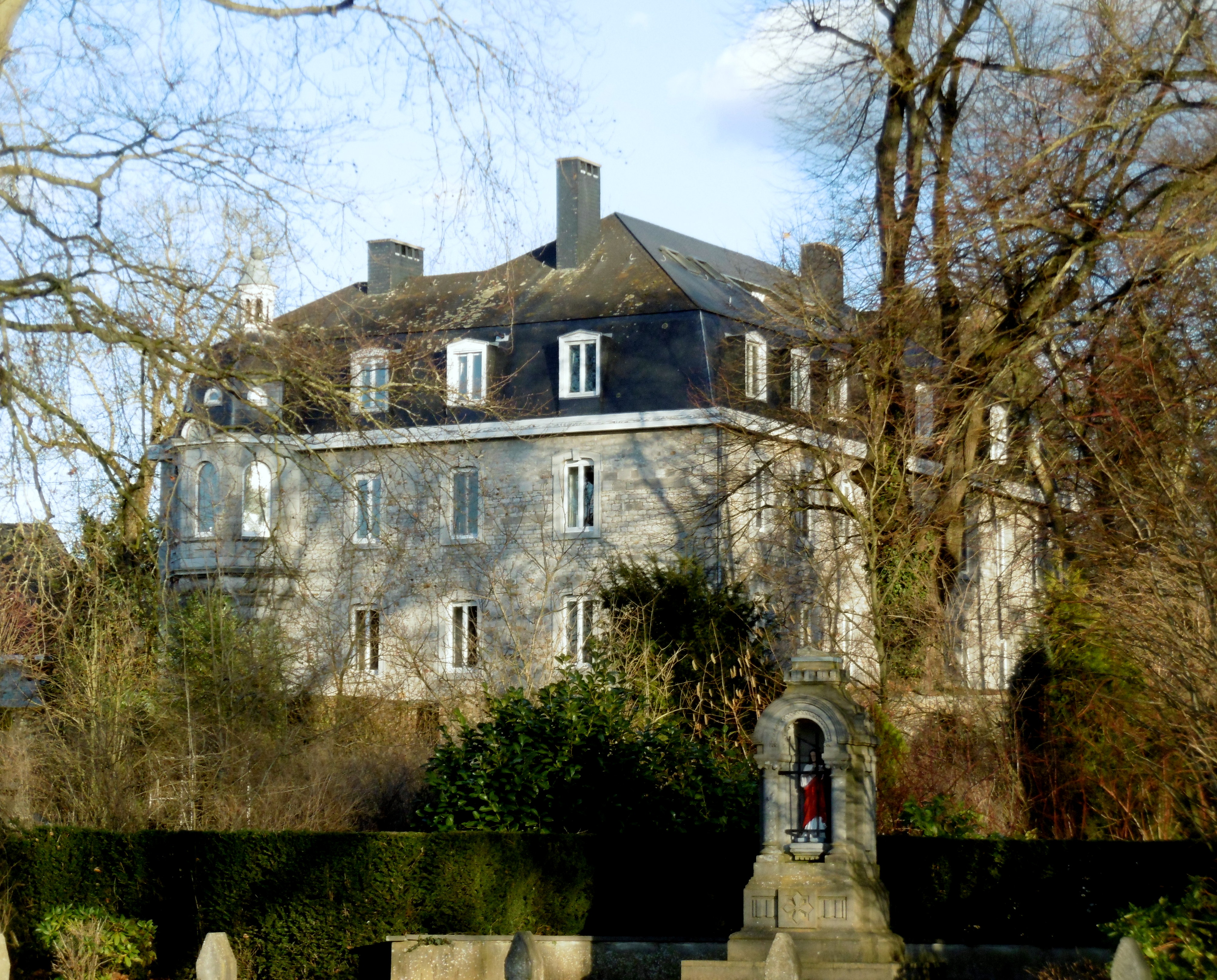
Schloss Lontzen (2023)

Das Schloss Lontzen (französisch Château de Lontzen) ist ein Wasserschloss in der belgischen Gemeinde Lontzen (Deutschsprachige Gemeinschaft). Das Anwesen wurde früher Schloss Welkenhuys(en) genannt und ist heute auch unter der Bezeichnung Großhaus bzw. Großes Haus bekannt. Letzteren Namen erhielt es zur Unterscheidung des ebenfalls in Lontzen stehenden Gutes Krickelhausen, das auch Kleinhaus bzw. Kleines Haus genannt wird. Eine 1289 zerstörte Vorgängeranlage zählte zu den ältesten befestigten Häusern in der Eupener Gegend. Mit ihm war die Erbvogtei über die Herrlichkeit Lontzen verbunden, deren Mittelpunkt die Anlage war. Die Geschichten von Schloss und Herrschaft waren deshalb eng miteinander verquickt. Das heutige Herrenhaus im Stil des Klassizismus wurde 1845 von Andreas Joseph Franz von Grand Ry errichtet. Es ist gemeinsam mit dem Wirtschaftshof und dem ihn umgebenden Park seit dem 9. Dezember 1991 als Kulturdenkmal geschützt.

## Geschichte

### Anfänge und erster Neubau
Schon im 13. Jahrhundert stand an der Stelle des heutigen Schlosses ein wehrhafter Wohnturm, für den als erste Besitzerin die Familie Snabbe nachgewiesen ist. Der Wehrbau war Mittelpunkt der aus den beiden Dörfern Lontzen und Busch bestehenden Herrschaft Lontzen. Diese lag zwar im Herzogtum Limburg, war aber ein Reichslehen des Aachener Marienstifts, das es als Afterlehen weitervergab.
Erstmals urkundlich erwähnt wurde Lontzen 1275, als es im Besitz von Cuno von Lontzen, dem Amtmann des Herzogtums Limburg, war. Während des Limburger Erbfolgestreits wurde die Burg Lontzen 1286 von geldrischen Truppen belagert, konnte aber 40 Tage lang widerstehen, bis Entsatz aus Brabant eintraf. Nachdem der brabantische Herzog Johann I. die Anlage 1288 zerstört hatte, verkaufte Cuno die Ruinen am 29. Juni 1289 an den Grafen Guido I. von Flandern, ehe sie Cunos Sohn Heinrich im Jahr 1293 zurückerwarb. Als dieser um 1315 starb, wurde er von seiner Tochter Yolande beerbt. Über sie kam die Burg an ihren zweiten Mann Maes (Thomas) von Holset, den Drosten von Rolduc, der am 5. Februar 1385 von Herzogin Johanna von Brabant mit der Herrschaft Lontzen belehnt wurde. Das Paar vererbte den Besitz 1395 an Maes' Tochter Katharina aus seiner ersten Ehe. Durch ihre Heirat 1374 mit Pontz von Welkenhuysen (auch Welkenhaus und Welchenhausen) kam die Burg an diese Familie. Vermutlich ließ Pontz die Anlage neu errichten, denn fortan wurde sie nach ihm Burg Welkenhuysen genannt.

### Wechselnde Besitzer
Das Paar vererbte die Burg seinem Sohn Dietrich, der am 22. August 1418 vom Aachener Propst mit Lontzen belehnt wurde. Nach seinem Tod folgte ihm 1428 sein jüngerer Brüder Pontz II. von Welkenhuysen. Von ihm ging der Besitz 1477 an den ältesten Sohn Dietrich, der 1495 von seinem jüngeren Bruder Pontz III. beerbt wurde. Dieser hinterließ Burg und Herrschaft seinen beiden Schwestern Katharina und Margarete, die Nonnen in der Reichsabtei Burtscheid geworden waren. Die beiden Frauen mussten sich mit Erbansprüchen anderer Verwandter auseinandersetzen: Schon seit 1495 machte Gerhard von Gronsveld Ansprüche auf Lontzen für sich geltend, später traf dies auch auf Werner Scheiffart von Merode und Simon von Belven zu. Es ist nicht belegt, wie diese Auseinandersetzungen endeten. 1510 verkaufte Katharina ihren Teil von Lontzen an ihren Verwandten Johann von Neufchâteau, Herr von Wodémont. 1512 erwarb dieser auch Margaretes Anteil, sodass er seitdem alleiniger Herr der Burg Welkenhuysen war.
Über Johanns Schwester Katharina kam Lontzen 1518 an deren Kinder Frambach und Katharina aus ihrer ersten Ehe mit Alard von Gulpen. Bereits im Jahr darauf gelangte der Besitz dann an Friedrich von Sombreffe, den Mann von Katharinas Tochter Johanna aus ihrer zweiten Ehe mit Johann von Zeel (französisch Jean de Celles). Das Paar vermachte die Burg seinen Kindern, von denen Johann von Sombreffe die Anlage 1557 relevierte und sie seinem Schwager Wilhelm von Goltstein, Herr von Müggenhausen, hinterließ. Dieser wurde 1564 mit Lontzen belehnt. Er musste miterleben, wie im Achtzigjährigen Krieg spanische Truppen unter Alessandro Farnese die Burg belagerten, sodass sich ihre Bewohner nach drei Tagen ergeben mussten. In der Folge erhielt die Anlage eine spanische Besatzung, ehe sie Wilhelm vom Goltstein 1584 zurückerhielt.

### Lontzen unter der Familie Schellart von Obbendorf

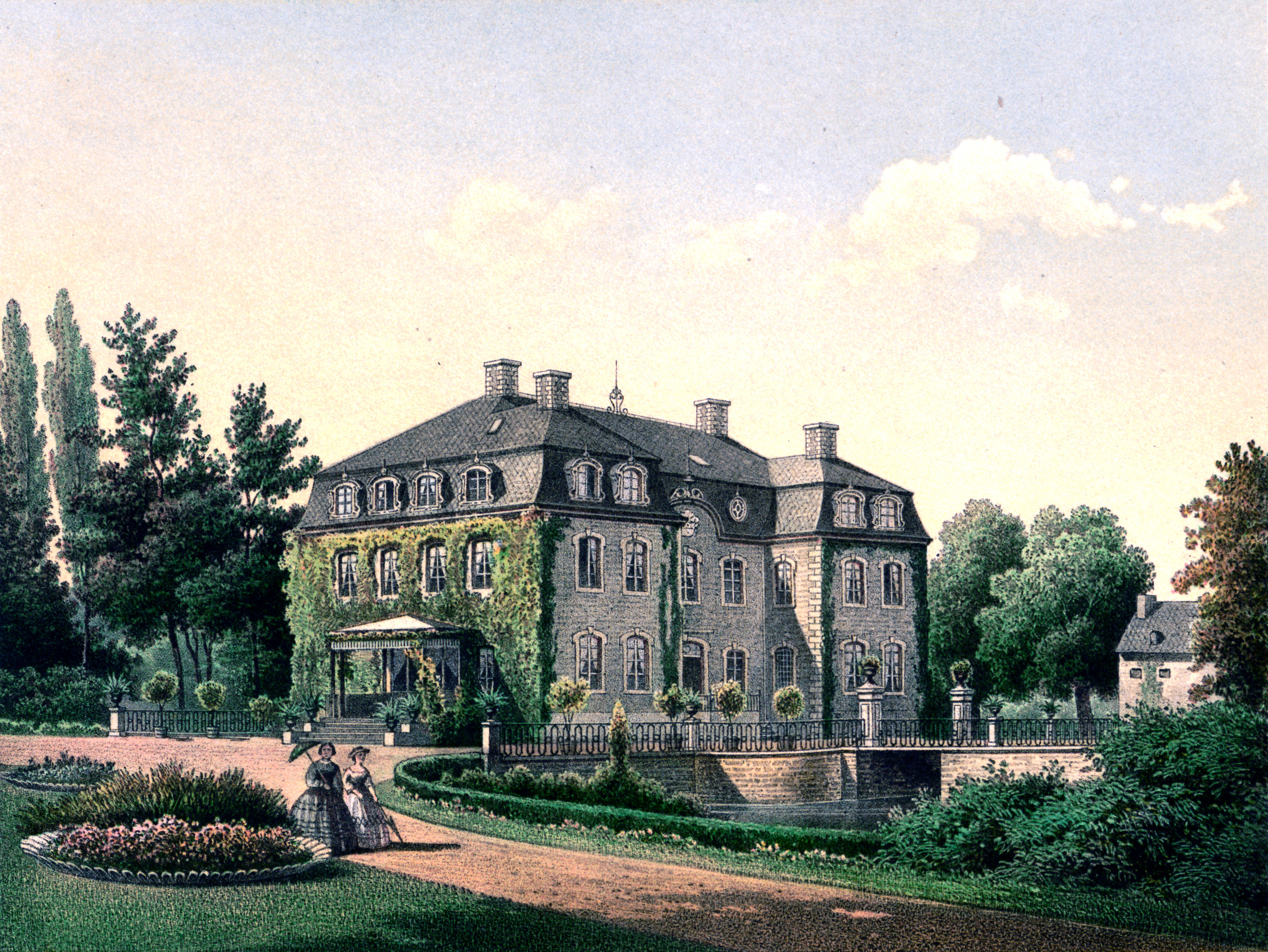
Schloss Lontzen, spätestens 1864

Nach seinem Tod kam Lontzen über Wilhelms Tochter Katharina an deren Ehemann. Sie hatte 1598 Johann Schellart von Obbendorf, Herr zu Gürzenich, geheiratet, der 1603 mit der Anlage belehnt wurde. Nach seinem Tod 1614 wurde sein Sohn Friedrich neuer Herr von Lontzen. Er vermachte es seinem Neffen Adam-Wilhelm II. Graf Schellart von Obbendorf. Aus dessen erster Ehe mit Maria Elisabeth Raitz von Frentz entsprang der Sohn Joseph Arnold, der seinem Vater als Herr von Lontzen folgte. Er vererbte die Anlage an Johann Wilhelm Joseph Schellart von Obbendorf, den Sohn aus der zweiten Ehe seines Bruders mit Marie-Sophie von Auersperg.
Die während des 17. Jahrhunderts durch die Besitzer zum Teil erneuerten Nebengebäude des Anwesens hatten ebenso wie die gesamte Anlage im Jahr 1696 unter der Einquartierung von brandenburgischen Soldaten zu leiden und wurden dabei stark in Mitleidenschaft gezogen. Im Spanischen Erbfolgekrieg ließ der französische Kommandant von Limburg, Louis de Barberin, Graf von Reignac, 1702 zudem den großen Hauptturm der Anlage sprengen, wodurch auch die übrigen Gebäude stark beschädigt wurden. In diesem Zustand war das Anwesen aber noch gut genug, um im Jahr 1717 den Zaren Peter den Großen zu empfangen. In Begleitung des Limburger Festungskommandanten, General Georg von Tunderfelt, speiste er am 25. Juli des Jahres in Lontzen, ehe er seine Reise quer durch Europa fortsetzte.

### Neubau als Schloss
Die Burg Welkenhuysen befand sich noch immer in einem ruinösen Zustand, als sie Johann Wilhelm Joseph Schellart von Obbendorf 1732 an Graf Johann Ludwig von Harscamp, General in kurpfälzischen Diensten und Gouverneur von Jülich, veräußerte. Dieser ließ bis auf wenige Teile der Vorburg die vorhandenen Gebäudereste abreißen, um 1746 anschließend an gleicher Stelle ein Schloss zu bauen. Schon im Jahr 1738 hatte er am südlichen Rand des Anwesens ein Eingangsportal mit seinem Wappen und dem seiner Frau Maria Elisabeth von Rolshausen errichten lassen. Durch die Heirat der Tochter Marie Louise Philippine 1756 mit Ferdinand Ludwig Karl Maria von Hochsteden gelangte der Besitz an die Familie des Bräutigams. Weil der Sohn des Paares, Ponthian, kinderlos starb, gelangte Schloss Lontzen 1773 an Ponthians Schwester Amalia Theresia Franziska und deren Ehemann Karl Emmanuel von Auxy. Das Paar wohnte aber nicht selbst auf dem Schloss, sondern vermietete es an Landrat Bernhard von Scheibler. Karl Emmanuel von Auxys Sohn Karl Eugen Ferdinand verkaufte den seit 1831 landtagsfähigen Besitz 1845 an Andreas Joseph Franz von Grand Ry (1780–1849), den ehemaligen Bürgermeister von Eupen. Sein Sohn Andreas Joseph Julius de Grand Ry (1805–1876) übernahm den seinerzeit 554 Morgen großen Besitz im Jahr 1848. Im Jahr 1853 ließ er das Herrenhaus des Anwesens von Grund auf erneuern und dabei seine Frontseite stark verändern. An die Bauarbeiten erinnert noch heute das Wappen der Familie Grand Ry über dem Haupteingang.

### In bürgerlichem Besitz und dritter Neubau
1882 erwarb der Aachener Tuchfabrikant Leo Nellesen, Bruder des späteren Eigentümers der Eyneburg in Hergenrath, Schloss Lontzen von Albert Joseph Marie von Grand’Ry (1848–1902), Sohn von Andreas Joseph Julius. Über Nellesens Tochter Rosa kam Lontzen an deren beiden Töchter Maria Anna und Concita, welche die Schlossanlage 1951 an Pierre de Walque, Richter am Appellationsgericht in Gent, verkauften. Er blieb nicht lange Eigentümer, sondern veräußerte die Anlage am 8. September 1958 an die Montfortaner-Brüder vom heiligen Gabriel. Sie richteten im Schloss ihr Noviziat für Belgien ein. Zehn Jahre lang nutzten sie die Anlage zu Ausbildungszwecken, ehe mangelnder Nachwuchs und zu hohe Unterhaltskosten für das große Anwesen den Orden dazu zwangen, Schloss Lontzen am 9. September 1968 an den Aachener Heinrich Münch, Generaldirektor der Fabrique Nationale in Herstal, zu veräußern.
Münch begann mit umfassenden Instandsetzungsarbeiten, die fast beendet waren, als eine Lötlampe gegen Mittag des 4. Juni 1970 den Dachstuhl des Herrenhauses in Brand setzte. Bei dem Feuer wurde nicht nur das Gebäude zu 70 Prozent zerstört, es ging auch die wertvolle Inneneinrichtung verloren. Ein Streit mit der Versicherung bedingte, dass der Wiederaufbau des Schlosses nicht sofort begonnen werden konnte, sodass es vorerst Ruine blieb und zusehends verfiel. 1985 erwarb Josef Schiffer aus Aachen das Anwesen und begann mit der Wiederherstellung. Im Zuge der Arbeiten wurde das Herrenhaus vollständig entkernt, sodass nur noch die Außenmauern stehen blieben. Nach Abschluss des Wiederaufbaus im Jahr 1987 war der Dachstuhl des Gebäudes nach altem Vorbild wiedererrichtet und das ehemals aus 50 Räumen bestehende Innere zu sechs Wohnungen umgestaltet worden.

## Beschreibung

Schematischer Lageplan

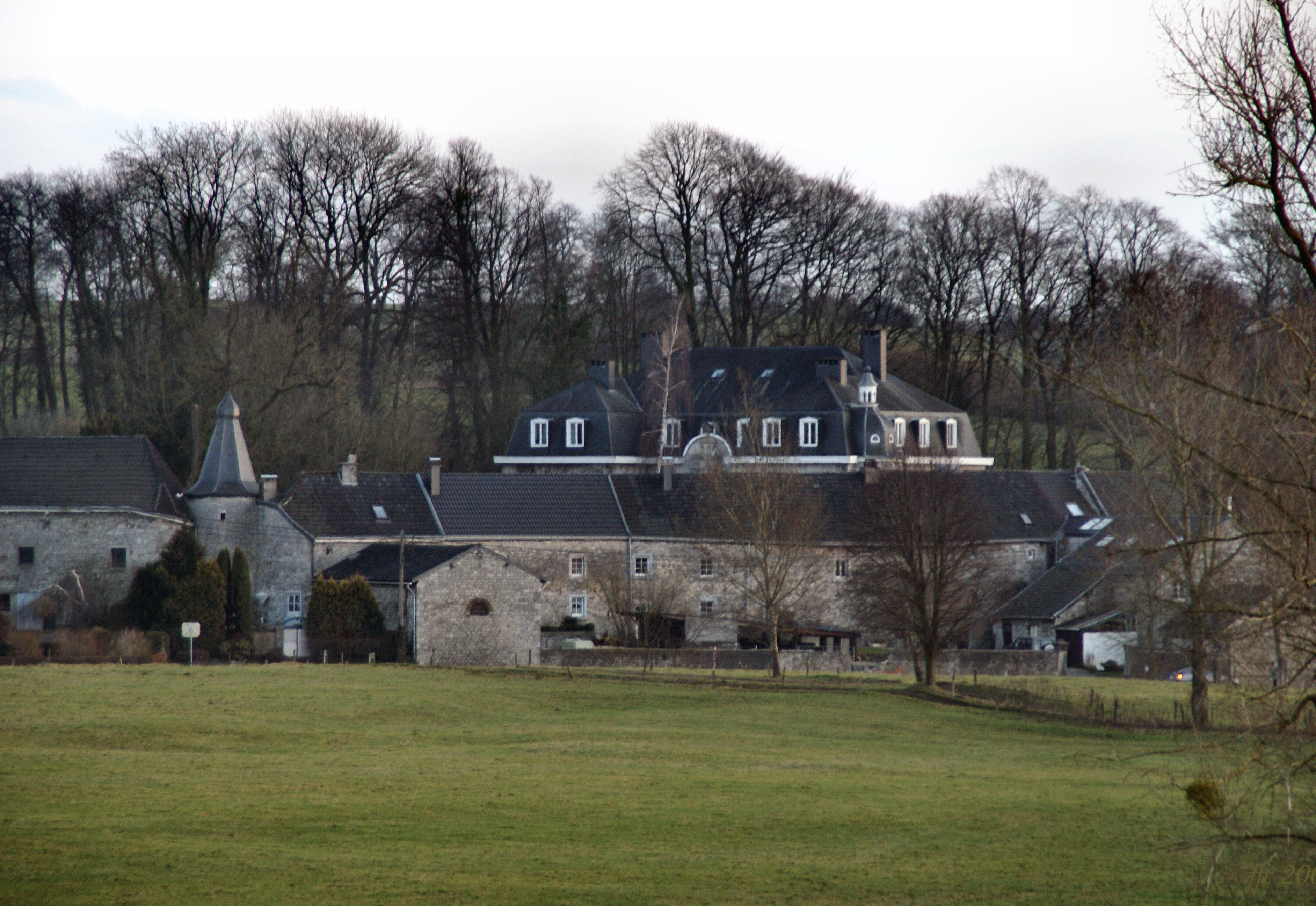
Ansicht des Schlosses von Norden

Das Schloss Lontzen ist eine zweiteilige Anlage, bestehend aus einem Herrenhaus des 18. Jahrhunderts und einer nördlich davon liegenden, dreiflügeligen Vorburg. Zum Anwesen gehört ein kleiner Landschaftspark mit altem Baumbestand. Er ist der Überrest eines einst prächtigen Schlossparks, der im 20. Jahrhundert noch erhalten war. Das Schlossareal ist von einer Bruchsteinmauer eingefasst, die im Süden von einem rundbogigen Portal unterbrochen wird. Dieses zeigt die Wappen der Familien von Harscamp und von Rolshausen sowie die Jahreszahl 1738.

### Vorburg
Die drei Trakte der Wirtschaftsgebäude haben einen grob halbkreisförmigen Grundriss und umschließen einen Innenhof. Sie stammen vornehmlich aus dem 17. Jahrhundert, wobei Türen und Fenster im 19. Jahrhundert verändert wurden. Im Winkel zweier Gebäudeflügel steht ein wuchtiger Rundturm mit polygonaler Haube und zwiebelförmigem Abschluss. Sein stark abgestufter Sockel stammt noch vom Hauptturm, der Anfang des 18. Jahrhunderts abgerissen wurde. Der rundbogige Eingang führt in sein Erdgeschoss mit Kuppelgewölbe. Über der Eingangstür findet sich eine Blausteinplatte mit den Wappen von Harscamp/von Rolshausen. Gemeinsam mit einem weiteren, aber wesentlich kleineren Rundturm in der Südwest-Ecke der Anlage und einem geringen Stück Umfassungsmauer ist der Turmsockel die einzige Bausubstanz, die noch von dem unter Pontz I. von Welkenhuysen errichteten Vorgängerbau des Schlosses stammt.

### Herrenhaus
Eine dreibogige Steinbrücke führt zum zweigeschossigen Herrenhaus mit Mansarddach. Sie ist der Ersatz für eine früher dort vorhandene Zugbrücke und überbrückt den Wassergraben, der das Gebäude an drei Seiten umgibt. Der rechteckige Baukörper ist an den Kurzseiten durch Fenster in fünf Achsen unterteilt. Die Längsseiten sind hingegen achtachsig, wobei die beiden äußeren Achsen an der Nordseite etwas aus der Front hervortreten und auf diese Weise zwei kurze Seitenflügel bilden, die einen kleinen Vorhof umrahmen. Eine Freitreppe führt zum mittig gelegenen Haupteingang, dessen bekrönender Rundgiebel das Wappen der Familie Grand Ry zeigt. An allen Seiten besitzt der Bau große stichbogige Fenster mit trapezförmigen Schlusssteinen. An der Westseite befindet sich im Obergeschoss ein Kapellenerker mit Welscher Haube und offener Laterne. Er stammt aus dem 19. Jahrhundert und wurde unter Leo Nellessen angebaut.